# Кампулунг
Кимпулунг (рум. Câmpulung) или Дуго Поље град је у у средишњем делу Румуније, у историјској покрајини Влашка. Кимпулунг је други по важности град у округу Арђеш.
Кимпулунг према последњем попису из 2002. има 38.209 становника.
Кимпулунг је један од древних градова и историјских средишта Влашке са више од 20 вредних цркава и манастира.

## Географија
Град Кимпулунг налази се у северном делу покрајине Влашке, на око 600 m надморске висине, па то је један од виших међу већим градовима Румуније. Град лежи на реци Таргулуи, притоци веће реке Арђеш, подно Карпата. Од седишта државе, Букурешта, Кимпулунг је удаљен око 140 km северозападно.

## Становништво
У односу на попис из 2002, број становника на попису из 2011. се смањио.
| 1966.  | 1977.  | 1992.  | 2002.  | 2011.  |
| ------ | ------ | ------ | ------ | ------ |
| 24.877 | 31.533 | 44.125 | 38.285 | 31.767 |

Румуни чине већину градског становништва, а од мањина присутни су само Роми. Пре Другог светског рата Јевреји су чинили значајан део градског становништва.

## Галерија
- Градски торањ
- Једна од цркава у граду, слика из 1906.
- Градска кућа, слика из 1906.
- Главна улица, слика из 1906.